# Mentira la verdad (álbum)
Mentira la verdad es el sexto álbum de estudio del grupo musical de Argentina de hard rock y rock alternativo Airbag. Fue lanzado en el año 2016. Fue editado por Sony Music Entertainment. Fue grabado en los estudios El Pie, El Santito y El Oráculo y fue producido por el mismo grupo, como en sus últimos álbumes. Este álbum fue compuesto en el mismo estudio donde grabaron las canciones, por lo cual las canciones salieron en un estado más fresco que en sus anteriores álbumes. Fue presentado oficialmente el 1 de octubre de ese año en el Luna Park y la gira se extendió por todo el país. El primer sencillo de este álbum fue «Vivamos el momento», canción que fue un éxito, liderando en su momento las listas de Spotify.
En noviembre de ese mismo año, el grupo es invitada por Guns N' Roses a telonearlos en sus dos conciertos en el Estadio River Plate de Buenos Aires, como marco de la gira reunión del grupo estadouidense Not in This Lifetime... Tour, con buena aceptación del público. En diciembre de ese año, son los encargados de re-abrir el Estadio Obras Sanitarias después de 7 años clausurado para conciertos.
En mayo de 2017 el grupo realiza un sinfónico gratuito en la Usina del Arte llamado La luz perpetua, reversionando canciones propias del grupo al formato sinfónico («Vivamos el momento», «Culpables», «Apocalipsis confort», «Libertad» y la hómonima canción del álbum), junto con grandes obras históricas de la música clásica y el tango. En diciembre de 2017 vuelven a realizarlo en el Estadio Luna Park a sala llena, llamando al concierto Sinfónico ultra.
Fue uno de los álbumes más exitosos del grupo, en cuanto a los sencillos y videos musicales que tuvieron un gran recibimento, incluyendo «Vivamos el momento», «Cicatrices» y «Culpables».

## Historia
El 15 de septiembre, se realizó la presentación del disco a la prensa y finalmente el 16 de septiembre salió a las calles con una firma de discos en el Musimundo de Callao y Corrientes. La extensa fila de fanáticos de la banda se quedaron acampando desde el día anterior y sorpresivamente los Airbag les llevaron pizzas a la medianoche. 
Este mismo luego de que ninguna banda argentina sea aceptada por la producción de los Guns N' Roses, que es convocada para ser su banda de apertura en los dos conciertos que brindaron en el Estadio River Plate. Luego de esta presentación, los mismos músicos de los Guns N' Roses dieron a conocer en medios de los Estados Unidos la potencia en vivo de la banda argentina.
Después de agotar las localidades en tres presentaciones en el Luna Park con Libertad, el 1 de octubre presentaron en vivo el nuevo disco, otra vez a sala llena en el Luna Park. Allí la banda  anunció la gira que seguiría después de esa presentación. Estuvieron en Tucumán, Salta, Córdoba, Rosario, Mendoza, entre otras provincias. Cerraron el 2016 con un hecho histórico para la historia de la banda, ser seleccionada para tocar en la reapertura del mítico estadio Obras Sanitarias.
Luego de un gran año, en 2017 iniciaron con una apuesta casi imposible para la escena musical argentina que emprendieron un proyecto que consistía en mezclar rock con música clásica, cuya primera prueba en vivo se dio en la Usina del Arte y fue todo un éxito quedando sin entrada una multitud de seguidores. Ese mismo año fueron la banda elegida por Bon Jovi para la apertura de sus shows en el Estadio Vélez Sarfield. Realizaron una serie de conciertos en el Teatro Vorterix de cada viernes del mes de junio agotando las entradas para los 5 shows en horas de salir a la venta. 
El 8 de diciembre presentaron un recital llamado Sinfónico Ultra que mezclaba rock y música clásica. El recital se realizó con 60 músicos en escena, en el estadio Luna Park, agotando todas las entradas. En esta ocasión se montó un concierto con una puesta en escena no vista hasta el momento en el país en un contexto de música clásica y rock.
En 2018, la banda inicia el año debutando en el Festival "Cosquín Rock" en la ciudad homónima en Córdoba en febrero. En marzo vuelven a tocar en Lima, después de no ir a Perú en 11 años, al igual que México donde son invitados a tocar en el "Vive Latino" de México. En abril de ese año, la banda vuelve al Estadio Obras Sanitarias bajo el festival "Rock N' Chop" junto con Attaque 77.
En septiembre de 2018 publican Como Un Diamante como sencillo adelanto de su próximo disco y lo presentan en el Teatro Vorterix a los días, y en octubre viajan de nuevo a Perú y México para presentarlo, y en noviembre se publica un nuevo adelanto llamado Así de Fácil, y en diciembre los presentan en dos fechas en el Teatro Vorterix despidiendo el año. En 2019 en el mes de febrero debutan en el festival "Rock en Baradero". En junio vuelven a México, al mes siguiente a Perú y en agosto a Uruguay. En septiembre lanzan Über Puber y (al mes siguiente) Perdido; ese mismo mes telonean a Muse en el Hipódromo de Palermo frente a más de 12.000 personas. En el mes de diciembre vuelven a Colombia después de varios años, también para el "Jingle Bell Rock Festival" y como de costumbre  cierran el año con doblete en el Teatro Vorterix.

## Lista de canciones
- Todas las canciones fueron compuestas por Patricio Sardelli, Guido Sardelli y Gastón Sardelli.

| N.º   | Título                | Duración |  |
| 1.    | «Huracán»             | 4:16     |  |
| 2.    | «Vivamos el momento»  | 4:44     |  |
| 3.    | «Colombiana»          | 3:24     |  |
| 4.    | «Gran encuentro»      | 3:05     |  |
| 5.    | «Relámpagos»          | 3:46     |  |
| 6.    | «Culpables»           | 4:26     |  |
| 7.    | «Cicatrices»          | 3:48     |  |
| 8.    | «Primavera 2001»      | 2:50     |  |
| 9.    | «Tu banda»            | 4:26     |  |
| 10.   | «Apocalipsis confort» | 3:57     |  |
| 11.   | «Mentira la verdad»   | 2:54     |  |
| 41:42 |                       |          |  |

## Sencillos
- «Vivamos el momento» (2016)
- «Huracán» / «Cicatrices» (2017)
- «Culpables» (2017)
- «Gran encuentro» (2018)

## Ficha técnica
- Patricio Sardelli: voces, guitarras, piano, sintetizadores, órganos, teclados, orquestación y coros.
- Guido Armido Sardelli: batería, voces, piano, percusión, guitarra y coros.
- Gastón Sardelli: bajo, programación, edición y coros.

Personal adicional
- Airbag: mezcla, producción musical, letras y música.
- Andrés Mayo: masterización.